# 王世弼
王世弼（？—520年），京兆郡霸城县（今陕西省西安市灞桥区）人，南齐、北魏官员。

## 生平
王世弼的祖父和父亲在刘裕灭亡后秦姚泓的时候跟随刘裕南迁。王世弼身高七尺八寸，魁武伟岸，有壮气，擅于草书和隶书，喜爱经籍，在南齐以军功官至游击将军，担任军主，协助戍守寿春，与裴叔业一起谋划归附北魏，出任南徐州刺史。景明初年，王世弼出任冠军将军、南徐州刺史，计划镇守锺离，将要封慎县开国伯，食邑七百户，后来以冠军将军担任东秦州刺史，专靠刑罚治理州务，为百姓所怨恨，有收受贿赂的传闻。一年多后，王世弼被御史中尉李平弹劾，遇到大赦而免罪。很久以后，王世弼被授任太中大夫，加号征虏将军，很快以征虏将军外任河北郡太守，有良好的清誉。王世弼又转任转勃海相，很快升任中山郡内史，加号平北将军。直阁元罗是领军元乂的弟弟，曾经路过中山郡，对王世弼说：“堂堂两州刺史，如今变为一郡官，也真让人心不平。”王世弼说：“仪同的称号，从邓骘开始；平北将军做郡官，从下官开始。”正光元年（520年），王世弼在任内去世，朝廷赠予平北将军、豫州刺史，谥号康。

## 家族

### 儿子
- 王会，北魏汝阳郡太守
- 王由，北魏东莱郡太守

## 延伸阅读
[在维基数据编辑]
 《魏書/卷71》，出自魏收《魏书》
 《北史·卷045》，出自李延壽《北史》